# Galumna mystax
Galumna mystax är en kvalsterart som beskrevs av C. och C. jr., Pérez-Íñigo 1993. Galumna mystax ingår i släktet Galumna och familjen Galumnidae. Inga underarter finns listade i Catalogue of Life.